# Gentamicina
Gentamicina é um antibiótico do grupo dos aminoglicosídeos usado no tratamento de diversas infeções bacterianas. É indicada para o tratamento de infeções dos ossos, endocardite, doença inflamatória pélvica, meningite, pneumonia, infeções do trato urinário e sepse. Não é eficaz no tratamento de gonorreia ou clamídia. Pode ser administrada por via intravenosa, injeção intramuscular ou por aplicação tópica. As fórmulas de aplicação tópica podem ser usadas em queimaduras ou no tratamento de infeções na parte exterior do olho. Em países desenvolvidos, é em muitos casos usada durante apenas dois dias, até que os resultados das culturas bacterianas determinem a sensibilidade da infeção a antibióticos mais específicos. A dose necessária deve ser monitorizada através de análises ao sangue.
A gentamicina pode resultar em toxicidade no ouvido interno ou nos rins. No ouvido interno pode causar problemas de equilíbrio e perda auditiva, que podem ser permanentes. A administração durante a gravidez pode ser nociva para o bebé em desenvolvimento. No entanto, aparenta ser segura durante a amamentação. A gentamicina é um tipo de aminoglicosídeo. Atua no organismo impedindo as bactérias de produzir proteínas, o que geralmente mata as bactérias.
A gentamicina foi patenteada em 1962 e aprovada para uso médico em 1964. É produzida a partir da bactéria Micromonospora purpurea. Faz parte da Lista de Medicamentos Essenciais da OMS. A Organização Mundial de Saúde classifica a gentamicina como de importância crítica para a medicina humana. Está disponível como medicamento genérico.

## Indicações
Indicada para, meningite purulenta, pielonefrite, otite, infecções cutâneas, etc, causadas por Pseudomonas aeruginosa, Proteus, Escherichia coli, Klebsiella-Enterobacter, Serratia e Salmonella. Juntamente com a benzilpenicilina é indicada contra endocardite.

## Contra-indicações
O fármaco sulfato de gentamicina não é administrado em casos de miastenia grave, Doença de Parkinson e alergias aos aminoglicosídeos.

## Farmacocinética
É pouco absorvida quando administrada por via oral, devendo ser injetado por via intravenosa ou intramuscular. Alcança concentração máxima entre 30 minutos a 1 hora depois da administraçao entre 4 a 6 mcg/ml. Pode ser administrado de 8 em 8h ou de 12 em 12h. Deve-se evitar concentraçao maior a 12mcg/ml. Sua meia vida é de 1,5 a 4 horas.
Cerca de 30% do fármaco liga-se a proteínas plasmáticas. É excretada pelos rins, por meio de filtração glomerular, e encontra-se na urina em forma ativa.

## Efeitos adversos
- Nefrotoxicidade e ototoxicidade.[1]
- Náuseas e desordes gastrintestinais[1]
- Colite[1]
- Eosinofilia[1]

## Má administração ou administração incorreta
Se mal administrado ao paciente de forma incorreta ou exagerada a dose pode causar o chamado efeito wobblers que ocorre na perda do sistema vestibular causando sensação de queda no paciente permanentemente.